# 8959 Oenanthe
A 8959 Oenanthe (ideiglenes jelöléssel 2550 P-L) a Naprendszer kisbolygóövében található aszteroida. Cornelis Johannes van Houten, Ingrid van Houten-Groeneveld és Tom Gehrels fedezte fel 1960. szeptember 24-én.